# Chen Dequan
Chen Dequan (n. 30 august 1995, Fushun, Republica Populară Chineză) este un sportiv ce a reprezentat Republica Populară Chineză, medaliat olimpic. A participat la o ediție a Jocurilor Olimpice (2014) în care a câștigat o medalie de bronz.

## Participări
Lista de mai jos prezintă principalele competiții la care a participat Chen Dequan de-a lungul carierei.
- short track speed skating at the 2014 Winter Olympics – men's 5000 metre relay[*]